# بنائية أخلاقية
البنائية الأخلاقية (بالإنجليزية: Moral constructivism)‏ هي وجهة نظر في كل من الأخلاق الفوقية والأخلاق المعيارية.
ترى بنائية الأخلاق الفوقية أن صحة الأحكام والمبادئ والقيم الأخلاقية تحدد من خلال كونها نتيجة إجراء بنائي مناسب. بعبارة أخرى، القيم المعيارية ليست شيئًا يكتشف باستخدام العقل النظري، بل هي بناء للعقل البشري العملي.
في الأخلاق المعيارية، البنائية الأخلاقية هي الرأي القائل بأن المبادئ والقيم ضمن مجال معياري معين يمكن تبريرها على أساس حقيقة أنها نتيجة أداة أو إجراء بنائي مناسب.